# Gislingebåden
Gislingebåden er et meget velbevaret skib, der er dateret til 1130-1150, som blev fundet i 1993 på en mark ved Gislinge i forbindelse ved dræning og inddæmning ved Lammefjorden i Nordvestsjælland.
Det er dateret til tidlig middelalder, og er blevet kaldt "det sidste vikingeskib", idet den har mange af de samme træk, som vikingerne fartøjer.
Skibet var meget velbevaret, og med undtagelse af den øverste bordgang og masten, så var skibet intakt. Skroget er 7,5 m langt og omkring 1,5 m bredt. Fartøjet var klinkbygget i egetræ. Der var plads til tre par årer, og det har sandsynligvis været brugt som fiskerbåd eller til persontransport. Det var meget slidt, da det har været repareret flere gange med bøgetræ, og da der ikke tegn på, at skibet var sunket, og teorien er i stedet, at det er blevet efterladt på lavt vand efter omkring 50 års brug.
Efter fundet blev skibet konserveret på Nationalmuseets konserveringsafdeling i Brede. Processen tog dog over 20 år, selvom det normalt kan gøres på 2-4 år, men der var en stor mægnde andet træ, som kom foran i køen for konservering.
I december 2024 blev det annonceret, at Gislingebåden var blevet udlånt til Holbæk Museum til deres udstilling Det sidste vikingeskib?. Udstillingen blev til med over 1 mio. kr. doneret fra A/S Dampskibsselskabet Orient's Fond Aage og Johanne Louis-Hansens Fond.
Vikingeskibsmuseet i Roskilde har fremstillet to rekonstruktioner af båden; Gisle fra 2015 og Langòe fra 2017.